# Сидар Гроув (Њу Мексико)
Сидар Гроув (енгл. Cedar Grove) насељено је место без административног статуса у америчкој савезној држави Њу Мексико.

## Демографија
По попису из 2010. године број становника је 747, што је 148 (24,7%) становника више него 2000. године.
| Група             | 2000.       | 2010.       |
| Белци             | 456 (76,1%) | 614 (82,2%) |
| Афроамериканци    | 3 (0,5%)    | 6 (0,8%)    |
| Азијати           | 0 (0,0%)    | 9 (1,2%)    |
| Хиспаноамериканци | 121 (20,2%) | 106 (14,2%) |
| Укупно            | 599         | 747         |